# The Truth (песня Джейсона Алдина)
«The Truth» — песня американского кантри-певца Джейсона Алдина, вышедшая 28 сентября 2009 года в качестве 3-го сингла с его третьего студийного альбома  Wide Open (2009). Песню написали Brett James и Ashley Monroe, продюсером был Майкл Кнокс. Сингл достиг первого места в кантри-чарте Hot Country Songs (став для Джейсона Алдина его 4-м чарттоппером и третьим подряд с текущего альбома вслед за «She's Country» и «Big Green Tractor»). Сам Джесон назвал песню «The Truth» своей самой любимой на альбоме Wide Open.
Песня была сертифицирована в платиновом статусе RIAA и получила положительные и умеренные отзывы музыкальной критики и интернет-изданий.

## Чарты
| Чарт (2009-10)                      | Высшая позиция |
| ----------------------------------- | -------------- |
| Канада (Billboard Canadian Hot 100) | 79             |
| США (Billboard Hot 100)             | 40             |
| США (Billboard Hot Country Songs)   | 1              |

## Итоговые годовые чарты
| Чарт (2010)                  | Позиция |
| ---------------------------- | ------- |
| US Country Songs (Billboard) | 32      |

## Сертификации
| Регион | Сертификация | Продажи   |
| --- | ------------ | --------- |
| США (RIAA) | Платиновый   | 1 000 000 |
| * Данные о продажах приведены только на основе сертификации. ^ Данные о тиражах приведены только на основе сертификации. |              |           |